# 효종 (조선)
효종(孝宗, 1619년 7월 3일 (음력 5월 22일) ~ 1659년 6월 23일 (음력 5월 4일)), 재위 : 1649년 ~ 1659년)은 조선의 제17대 국왕으로, 인조와 인열왕후의 차남이다.

## 개요
조선의 제17대 국왕으로, 휘는 호(淏), 본관은 전주(全州), 자는 정연(靜淵), 호는 죽오(竹梧)이며, 군호는 봉림대군(鳳林大君)이다. 형인 소현세자와 함께 청나라에서 8년간 인질 생활을 하였다. 귀국 후 소현세자가 급사 하면서 인조에 의해 세자로 책봉되었다. 송시열, 윤선도, 송준길의 문인이다.
1647년(인조 25년) 부왕 인조를 대신하여 대리청정을 시행하였고, 1649년(인조 27년) 5월, 인조가 승하하자 창덕궁 인정문에서 즉위하였다.
척신들과 서인 반정 공신들을 견제하면서 서인 산림 세력을 등용, 김집, 김상헌, 안방준 등과 그들의 문인들을 적극 발탁하였다. 이후 북벌론을 계획하였으며 김육의 건의를 받아들여 대동법을 시행하였으나 재위 10년만에 과로로 의원의 진료를 받던 중 갑작스럽게 사망한다. 효종의 사망 당시 계모인 자의대비가 생존해 있었는데, 자의대비의 복상 문제를 두고 예송 논쟁이 일어난다.

## 생애

### 출생과 왕자 시절
1619년(광해군 11년) 5월 22일, 선조의 손자인 능양군과 군부인 한씨의 둘째 아들로 태어났다.
1623년(광해군 15년), 인조 반정으로 아버지 능양군이 인조로 즉위하면서 왕자로 책봉되고, 1626년(인조 4년) 봉림대군(鳳林大君)으로 봉해졌다.
1627년(인조 5년) 이인거의 난이 진압되자 특별히 소무원종공신(昭武原從功臣) 1등에 책록되고 이듬해 유효립의 역모를 적발하고 영사공신을 책봉할 때에도 영사원종공신(寧社原從功臣) 1등에 책록되었다.
1631년(인조 9년) 장유의 딸 풍안부부인 장씨(인선왕후)와 혼인하였다.
1635년(인조 13년) 인조의 명으로 송시열과 윤선도 등이 대군사부(師傅)에 임명되어 봉림대군과 인평대군을 가르쳤다. 그중 송시열은 청나라의 침략을 당한 조선의 현실을 금나라의 침략을 당한 남송과 같이 보았고, 주자의 사상이 이를 극복하는 해답이라 보았다. 송시열이 항상 주자를 언급하자 효종은 '말마다 옳은 이는 오직 주자이며, 일마다 옳은 이가 오직 주자이십니까'라고 반문했다 한다.

### 세자 책봉
1636년(인조 14년) 병자호란이 일어나자 인조의 명으로 아우 인평대군을 비롯한 왕족을 거느리고 강화도로 옮겨 장기 항전을 꾀했다. 그러나 남한산성에 고립되었던 인조가 이듬해 정축하성을 결행, 청나라에 항복함에 따라 삼전도의 굴욕을 지켜보아야 했다. 이후 형인 소현세자 및 홍익한·윤집·오달제 등 강경 주전론자들과 함께 청나라에 볼모로 잡혀가 8년 동안 선양에 머물렀다.
청나라 인질 기간 중 형인 소현세자는 북경에 도착한 아담 샬 등의 천주교 선교사들과 만나 새로운 지식과 문물을 접견하였으나, 봉림대군은 인질 생활 내내 복수심과 청나라를 정벌할 것을 다짐하였다. 이는 청나라를 다녀간 조선인 상인들과 외교관, 역관들을 통해 조선에도 전해졌고 부왕 인조의 귀에도 들어가게 되었다.
1645년(인조 23년) 2월에 먼저 귀국했던 소현세자가 그해 4월 갑자기 죽자 5월에 청나라로부터 돌아왔다. 인조는 세자가 죽자 세손이 아닌 차남 봉림대군을 세자로 책봉하려 했다. 당시 대다수의 중신들은 원손의 세자 책봉을 주장했으나 국유장군론(國有長君論)을 내세운 인조의 강한 의지에 따라 윤6월에 세자로 책봉되었다. 세자의 물망에 오르자 처음에는 사양하였으나 거듭 권고가 들어오자 세자위를 받아들였다.

### 재위 기간

#### 인사, 정치 개혁
1649년 5월 13일, 인조의 뒤를 창덕궁 인정문에서 즉위하였다. 즉위 직후 그는 인조 반정의 반정공신인 서인 공신계열과 김자점 등의 외척 세력을 견제하기 위해 새로운 인재들을 발탁했다. 즉위 직후 자신의 대군시절 사부였던 송시열과 송준길을 발탁했는데, 이들의 건의를 받아들여 서인 내에서도 비공신인 산림계열의 영입을 추진하였고 김집, 김상헌, 안방준 등과 그들의 문인들을 적극 발탁했다. 이 중 안방준을 제외하고는 그의 영입에 적극 호응하여 조정에 출사하였다. 또한 서인이었으나 역시 비공신 계열인 김육을 발탁하였다. 김육은 효종 재위기간 내내 대동법 실현을 위해 노력하였다.
또한 숭용산림 정책의 일관성을 유지하기 위해 재야에 머무르고 있던 남인 성리학자들의 영입을 추진했다. 서인 중에서도 남인에게 온건한 입장이던 심지원과 원두표의 건의를 받아들여 허목, 윤휴 등에게 청요직을 제수하여 불러들이기도 했다.
즉위 초부터 효종은 과거 반정 공신들과 외척의 전횡과 개혁안을 듣기 위해 널리 여러 중론을 모으겠다는 뜻에서 구언(求言) 정책을 펼쳤다. 이에 잠곡 김육이 대동법을 주장하고 김홍욱이 이를 적극 지지하자 대동법 시행령을 내렸다. 이어 김육으로부터 대동법 시행의 적임자로 추천받은 김홍욱을 승지(承旨)로 임명했다가 1651년 공충도 관찰사로 임명하여 충청도에서 대동법을 실시하게 했다. 그 뒤 충청도 홍주목사로 있던 김홍욱은 상소를 올려 '청감염철소(請減鹽鐵疏)를 올려 서산·태안 지방의 철물·소금 생산에 종사하는 사람들이 바쳐야 하는 세금 부담이 너무 과중해 염전업자들이 염전을 중단하거나 도망가는 일이 많고 생산이 감축된 실정에 있으니 이를 탕감해 줄것을 청'하였고 이를 효종이 전폭적으로 들어주니 백성들이 매우 기뻐하였다.
1654년(효종 5년) 6월 17일 김홍욱과 홍우원 등이 소현세자의 아들 경안군 석철의 석방을 주장하는 상소를 올렸다. 처음에 효종은 이를 받아들이지는 않았으나 "사람들이 말하기 어려워하는 말을 그대가 능히 말하니 진실로 가상하다. 유념하도록 하겠다."라고 하여 그 상소를 문제삼는 의견을 물리치고 특별하게 해를 입히지 않았다. 김홍욱은 홍우원의 주장에 적극 동의하다가 이듬해 소현세자빈 강씨의 옥사가 무고임을 주장한다

#### 북벌 계획
청나라에 당한 치욕을 씻고자 북벌을 최우선 과제로 삼았던 효종은 즉위 후 정권을 장악하고 있던 김자점 등 친청파(親淸派)를 조정에서 몰아내고 김상헌·김집·송시열·송준길 등 서인계 대청(對淸) 강경파를 중용하여 북벌계획을 추진했다. 이들은 청을 군사적으로 응징하는 것은 군부국(君父國)인 명에 대한 신자국(臣子國)의 당연한 의무라는 복수설치(復讐雪恥)의 논리로 효종의 북벌을 이념적으로 지원했다.
아울러 이러한 북벌론은 양란 이후 체제붕괴위기를 극복하기 위한 지배층의 내실자강책(內實自強策), 즉 '국가재조'(國家再造)라고 하는 대내적인 지배안정책의 의미를 갖고 있는 것이기도 했다. 그러나 궁지에 몰린 김자점 등의 친청세력이 역관(譯官) 이형장(李馨長)을 통해 일련의 북벌계획을 청나라에 알려 청의 간섭을 유도함에 따라 즉위 초기에는 적극적인 군사계획을 펼 수 없었다.
1651년(효종 2년) 조선에 대하여 강경책을 펴던 청나라의 섭정왕 도르곤의 죽음은 북벌계획을 추진시켜나가는 데 좋은 계기가 되었다. 이에 친청파에 대한 사림세력의 대대적인 공세가 시작되고 그해 12월에는 조귀인옥사(趙貴人獄事)를 계기로 김자점 등의 친청파에 대한 대대적인 숙청이 단행되었다.

#### 군비 강화와 병력 징집
이후 본격적인 군비강화가 추진되기 시작했는데 효종은 이완(李浣)·유혁연(柳赫然) 등 무신을 특채하여 군사양성의 실제 임무를 맡겼다. 이러한 군인사정책은 이전에 훈신·종척(宗戚) 등을 임명하던 예와는 다른 파격적인 것으로 효종의 북벌 군사강화책 중 가장 성공적인 것으로 평가받고 있다. 1652년 북벌의 선봉부대인 어영청(御營廳)을 대대적으로 개편·강화했으며, 금군(禁軍)의 기병으로의 전환, 모든 금군의 내삼청(內三廳) 통합, 수어청의 재강화 등 제반 군제개혁을 통해 군사강화책을 모색했다. 이와 함께 금군의 군액을 1,000, 어영군을 2만, 훈련도감군을 1만으로 증액시키고자 했다. 어영군은 많은 군사를 확보하고 3명의 보인제(保人制)를 통하여 재정적인 난점을 극복함으로써 군사 증강에 성공했으나, 훈련도감은 재정이 뒷받침되지 못하여 실패했다.
한편 1654년 3월 유명무실했던 영장제(營將制)를 강화, 각 지방에 영장을 파견하여 직접 속오군을 지휘하게 함으로써 지방 군사력의 약화를 시정하는 한편, 1656년에는 남방지대 속오군에 보인(保人)을 지급하여 훈련에 전념하도록 했다. 1655년에는 능마아청(能兒廳)을 설치하여 무장들에게 군사학을 강의하기도 했으며, 평야전에 유리한 장병검(長柄劍)의 제작, 표류해온 네덜란드인 하멜을 통해 조총 제작 등 무기의 개량에도 힘을 기울였다. 그러나 이러한 군비강화에도 불구하고 국제정세가 호전되지 않은 데다가 효종도 일찍 죽어 북벌을 실천으로 옮기지는 못했으며 다만 청의 요청에 따른 2차례의 나선 정벌에서 군비강화의 성과가 나타났다.
그러나 비판적인 시각도 존재한다. 사학자 이이화는 이를 두고 '국가 위기를 초래할 수도 있는 막중한 일을 추진하면서 국제정치의 역학을 정확히 계산하지 않은 채 계란으로 바위를 치는 수준의 군사력을 가지고 만주 벌판을 달릴 허황된 꿈에 부풀어 있었다. 효종을 비롯해 일부 지배세력은 북벌 문제에 관한 한 거의 이성이 마비되었지만 민중들은 별로 관심을 두지 않았다.'는 평을 내리기도 했다.

#### 경제 정책
효종은 경제재건에도 많은 노력을 기울였다. 당시 조선사회는 여러 차례에 걸친 전란으로 진전(陳田)이 증가하고 농업생산력이 급격히 감소하는 한편, 농민들은 파산하여 유리(流離)하는 등 국가체제를 유지하기 힘들 정도로 경제질서·사회질서가 붕괴 위기에 놓여 있었다.
효종은 이러한 위기를 부세제도의 개혁, 농업생산력의 증대, 사회윤리의 강화로 극복하려고 했다. 우선 김육 등의 건의를 받아들여 대동법의 실시지역을 확대해 1652년에는 충청도, 1653년에는 전라도 산군(山郡) 지역, 1657년에는 전라도 연해안 각 고을에서 대동법을 실시했다. 이와 함께 전세(田稅)도 1결(結)당 4두(斗)로 고정하여 백성의 부담을 크게 경감시켰다.
한편 1655년에는 신속(申洬)이 편찬한 〈농가집성 農家集成〉을 간행·보급하여 농업생산에 이용하도록 했다. 한때 군비확충에 필요한 동철(銅鐵)의 수요를 충족시키기 위해 동전의 유통에 반대하기도 했으나 김육의 강력한 주장에 따라 상평통보(常平通寶)를 주조·유통시키도록 했다.

#### 강빈 복권 여론과 김홍욱 장살 사건
효종은 즉위 초부터 반정공신들과 외척의 권력 남용과 부패행위를 견제하기 위해 수시로 구언이라 하여 여러 신료들과 백성들의 건의를 직접 듣는 정책을 펼쳤다. 1655년 김홍욱은 구언에 의해 황해감사로 재직 중, 강빈옥사의 조작을 탄원하여 인한재응지소(因旱災應旨疏)를 올려 민회빈 강씨의 억울함을 호소하였고, 민회빈 강씨의 신원회복과 소현세자의 살아있는 셋째 아들 경안군 이석철의 석방을 요구하였다. 이에 효종은 즉위 초부터 소현세자 문제에 대한 발언을 엄금하였는데 그 이야기를 꺼낸다며 김홍욱이 다른 마음을 먹고 있다며 국문장을 열고 그를 직접 국문하였다.
김집은 직언을 한 선비를 해쳐서는 안된다며 김홍욱의 사면을 청하는 상소를 올렸고, 송시열, 송준길 등이 김홍욱의 석방과 용서를 청하는 상소를 올렸으며 이어 김홍욱 구명 여론을 조성했다. 잠곡 김육 역시 김홍욱의 발언으로 형문을 가하는 것은 옳지 못하다며 석방을 탄원하였다. 남인 측에서도 김홍욱의 구명과 석방 여론이 나타났다. 홍우원, 허목 등은 김홍욱을 죽이는 것은 옳지 못하다며 석방을 건의했다. 중신들의 만류와 산림의 반대, 김집과 그 문하생들의 사면 탄원서와 구명 노력에도 불구하고 직접 의금부에 추국장을 열어 고문을 계속하였다.
그러나 소현세자 일가의 무죄가 입증 되면 자신의 지위가 위태로워진다고 판단한 효종에 의해 김홍욱을 국문끝에 장살로 살해하였다. 죽음에 이르러 "언론을 가지고 살인하여 망하지 않은 나라가 있었는가?"라는 말을 남겼다고 한다. 1654년말 남인 홍우원은 홍문관수찬이 되었는데 홍우원은 당색을 초월하여 김홍욱의 사면, 복권여론을 주청하였다. 그는 소현세자의 빈 강빈(姜嬪)옥사의 허위임을 직언하다 장살당한 김홍욱의 신원(伸寃)과 복권을 주장하다가 파직당하였다.
김홍욱의 장살 사건 이후로 조야는 흉흉해졌고 그때까지만 해도 효종의 정통성에 의문을 제기하지 않던 서인과 남인에서는 소현세자의 아들을 세손으로 삼아 왕위를 전해야 되는데, 효종이 왕세자가 된 것이 아니냐 하는 여론이 나타났다. 소현세자의 아들들이 살아있는 가운데 왕위 계승의 정통성 문제는 폭발력을 안고 있었고, 이 문제는 그의 사후 예송 논쟁에서 윤선도가 다시 언급함으로써 도마에 오르게 된다.

### 역법 및 서적 편찬
1654년(효종 5년) 개정된 역법(曆法)인 시헌력(時憲曆)을 사용하였다. 시헌력은 24절기의 시각과 1일간의 시간을 계산하여 제작한 것으로 서양의 천문학을 토대로 제정한 청나라의 역법이다.
1654년(효종 5년), 《인조실록》을, 이듬해 〈국조보감 國朝寶鑑〉을 편찬하고 간행했으며, 1656년에는 소혜왕후가 편찬한 〈내훈〉과 김정국(金正國)이 지은 〈경민편 警民編〉을 간행·보급하여 전란으로 흐트러진 사회윤리의 재정립을 시도하기도 했다. 1657년에는 《선조실록》을 《선조수정실록》으로 개편·간행했다.

## 최후

### 최후 및 능묘
1659년(효종 10년) 5월초부터 과로로 인하여 정사를 볼 수 없는 상황이 이어지자, 효종은 침을 맞는 것이 어떻겠냐는 의견을 신하들에게 물었다. 신하들은 일시적으로 만류하는 듯 했으나 효종이 이에 대해 동의하여 침을 맞게 된다. 그런데 어의인 신가귀의 진료를 받던 도중 실수로 침을 잘못 놓게 되어 출혈이 발생한다. 출혈을 멈추려 갖은 시도를 하였으나 오히려 출혈은 더욱 심해졌다. 결국 당일 과다출혈로 인한 쇼크로 갑작스럽게 사망하였다. 또한 효종에게 시침하였던 어의는 수전증이 있었다고 한다. 신가귀는 현종 대에 교형에 처해졌다.
효종이 갑자기 승하하자 당황한 조정에서는 제대로 대응하지 못했고, 염습을 하는 동안 시신의 부패와 약물의 부작용 등으로 시신이 갑자기 부풀어오르는 현상이 나타났다. 이러한 일을 두고 독살설이 제기되었다. 효종의 국장을 주관하던 송시열, 송준길 등은 염의를 다시 마련하는 한편 새로 관곽을 짤 수 없자, 기존의 관곽에 나무를 잘라 연결하여 이어붙여 새로 재궁을 마련하였다.
능은 경기도 여주시 세종대왕면에 위치한 영릉(寧陵)이다.

### 묘호와 시호
묘호는 효종(孝宗)이며 시호는 흠천달도광의홍렬선문장무신성현인명의정덕대왕(欽天達道光毅弘烈宣文章武神聖顯仁明義正德大王)이다. 역대 임금의 시호는 항상 '효' 자로 끝나는데 효종은 묘호에서 '효' 자를 사용했기에 중복해서 쓸 수 없어 이를 사용하지 않았다.
시호의 경우 처음엔 열문의무신성지인(烈文毅武神聖至仁)이라고 했지만 열성조의 휘호를 범했다 하여 선문장무신성현인으로 고쳤으며 이후 영조 때 명의정덕의 존호를, 고종 때 흠천달도광의홍열이라는 존호를 더했다.